# Йосиф Стойков
Йосиф Яков Стойков е мирски свещеник, литератор и преводач.

## Биография
Йосиф Яков Стойков роден на 2 февруари 1887 г. в село Калъчлии (днес кв. Генерал Николаево на град Раковски). Завършва началното си образование в родното си село, след което постъпва в Пловдивската мирска семинария, където получава средното си образование. На 1 юни 1912 г. той е посветен в свещенически сан.
На 13 септември същата година е изпратен за енорийски помощник в енорията „Свети Апостол Андрей“ в Калояново. Когато отива там, той става органист и диригент на църковния хор. От 1912 г. до смъртта си – в продължение на 33 години е помощник – енорист и енорист в село Калояново. От август 1918 г. до края на войната е свешеник в 9-и полк. Освен свещеник, той служи също като ветеринарен и хуманен лекар за миряните си.
Постоянен сутрудник на комитета „Добрия печат“. Негови статии са публикувани във вестник „Истина“ и календара „Св. Кирил и Методий“. На 16 октомври 1935 г. е избран за съветник в Калояновското общинско управление. Когато през 1944 г. отец Дамян Гюлов се установява в с. Житница и отново подхваща работата по издаването на в. „Истина“, отец Стойков е включен в новия редакционен комитет.
Отец Стойков е бил полиглот, владеещ езици като – латински, френски, немски, полски и руски език. Като сътрудник на вестник „Истина“, превежда художествени творби, между които най-големия труд е романът на Йосиф Шпилман „Луций Флав или последните години на Ерусалим и разрушението на Храма“. Това е исторически роман със световна известност, колкото религиозен, толкова и актуален за християните по света.
Отец Йосиф не престава да се занимава и с литература. През двадесетте и тридесетте години на миналия век, той е познавач и тълкувател на българската литература. В една от книгите си проф. Иван Шишманов пише:
| „ | … Ако имах власт бих Ви нарекъл Патер Патриас (баща на бащите). Всъщност Вие сте, защото писахте и възпитахте любов към милото Отечество | “ |
| 2 март 1916 година, католически свещеник от с. Селджиово (село Калояново), Писмо на Йосиф Стойков до Вазов | |   |

Поканен в Хисаря от свещеник Стойков на среща-разговор, Вазов се е изповядал пред проф. Шишманов интимно. В Хисар Евгения Марс била на почивка с мъжа си, тази среща му дала възможност да се срещне именно с нея.
На 10 септември 1919 г. отец Стойков отново се среща с народния поет. Този път го моли да го поздрави на 23 септември 1920 г. по случай юбилея му.
| „ | „Това ще бъде най-голямата чест за мене в този тържествен ден“ | “ |

Почива на 4 октомври 1944 г. и е погребан в родното си село.